# Pierre Vacher
Pierre Vacher, també anomenat Pierre-Jean Wacher (París, 1772 - 1819) fou un violinista i compositor francès.
Deixeble de Giovanni Viotti, després de destacar com a concertista, va dedicar-se a la direcció d'orquestra, primer a Bordeus i posteriorment a París, al teatre de Vaudeville i al Feydeau. Va compondre un gran nombre de romances, duets trios que van fer-se populars en la seva època.